# Слава (филм)
Слава (енгл. Glory) или Рат за славу је филмска ратна драма из 1989. коју је режирао Едвард Звик, а главне улоге играју: Дензел Вошингтон, Метју Бродерик, Морган Фриман, Кари Елвес и Андре Брауер. 

## Радња
Филм говори истиниту причу о 54. добровољачком пуку америчке војске у Масачусетсу, током Америчког грађанског рата. 54. пук, је био прва потпуно црначка јединица у америчкој војсци (искључујући официре). Пук је формиран 1862. године, а предводио га је млади пуковник Роберт Гулд Шо (Метју Бродерик), који је био убеђен да бивши робови могу бити и одлични војници. 

## Улоге
| Глумац           | Улога                        |
| ---------------- | ---------------------------- |
| Метју Бродерик   | пуковник Роберт Гулд Шоу     |
| Дензел Вошингтон | Редов Сaјлaс Трип            |
| Кери Елвес       | мајор Кејбот Форбс           |
| Морган Фриман    | зaстaвник Џон Ролинс         |
| Џими Кенеди      | редов Џупитер Шартс          |
| Андре Брауер     | каплар Томас Серлс           |
| Џон Фин          | стaри водник Малкахи         |
| Боб Гантон       | генерал Харкер               |
| Клиф Де Јанг     | пуковник Џејмс Монтгомери    |
| Донован Лич      | капетан Чарлс Фесенден Морс  |
| Џеј Ди Калум     | Хенри Стерџес Расел          |
| Марк Марголис    | 10. - и војник из Конетиката |
| Ричард Рил       | интендант                    |

## Зарада
- Зарада у САД - 26.828.365 $